# تام ویتلاک
تام ویتلاک (انگلیسی: Tom Whitlock؛ زادهٔ ۱۹۵۴ میلادی) یک ترانه‌سرای اهل ایالات متحده آمریکا است.
او در سال ۱۹۸۶ میلادی، برندهٔ جایزه گلدن گلوب و جایزه اسکار بهترین ترانه شد.
در سال ۲۰۱۲ میلادی نیز کتابخانه کنگره بابت فعالیت‌های هنری‌اش در زمینهٔ ترانه‌سرایی، از او قدردانی بعمل آورد.